# Lettres du Scrabble
Au jeu Scrabble, chaque langue dispose d'une distribution des lettres différente, en nombre et en valeur, selon la fréquence d'utilisation des lettres pour chaque langue.

## Afrikaans
En afrikaans, il y a 102 jetons (C et Q n'existent pas. Le X et le Z sont également absents car peu utilisés mais le joker peut servir à les remplacer).
- 0 point: Joker ×2
- 1 point:  E ×16, A ×9, I ×8, D ×6, N ×8, O ×6, R ×6, S ×6, T ×6
- 2 points: G ×4, H ×3, L ×3
- 3 points: K ×3, W ×3
- 4 points: M ×2, U ×2, Y ×2
- 5 points: P ×2, V ×2
- 8 points: B ×1, F ×1
- 10 points: J ×1

## Allemand
En allemand, il y a 102 jetons :
- 0 point: Joker ×2
- 1 point : E ×15, N ×9, S ×7, I ×6, R ×6, T ×6, U ×6, A ×5, D ×4
- 2 points : H ×4, G ×3, L ×3, O ×3
- 3 points : M ×4, B ×2, W ×1, Z ×1
- 4 points : C ×2, F ×2, K ×2, P ×1
- 6 points : Ä ×1, J ×1, Ü ×1, V ×1
- 8 points : Ö ×1, X ×1
- 10 points : Q ×1, Y ×1

Le ß (Eszett) est absent, car il n'existe pas en lettre capitale. Même si un ß majuscule a été créé en Unicode, celui-ci est remplacé par SS selon l'orthographe allemande en majuscules (par exemple, Straße devient STRASSE). A contrario, les lettres Ä, Ö et Ü ne peuvent pas être remplacées par AE, OE ou UE. Les autres diacritiques sont ignorés (é = E, œ = OE etc.)
Avant 1990, il y avait 119 jetons (les joueurs jouaient avec 8 lettres au lieu de 7 comme actuellement) :
- 0 point: Joker ×2
- 1 point : E ×16, N ×10, S ×8, I ×9, R ×7, U ×6, A ×6, D ×6
- 2 points : H ×5, G ×3, L ×4, O ×4, T ×5, W ×2, C ×4
- 3 points : M ×4, B ×2, Z ×2, K ×2, F ×3
- 4 points : P ×1, V ×1
- 5 points : Ü ×1
- 6 points : Ä ×1, J ×1
- 8 points : Ö ×1, X ×1
- 10 points : Q ×1, Y ×1

## Anglais
Pour un article plus général, voir Scrabble anglophone.
En anglais, il y a 100 jetons. La distribution n'a jamais été modifiée depuis qu'Alfred Mosher Butts a créé le jeu en 1938 :
- 0 point: Joker ×2 (appelés blanks)
- 1 point : E ×12, A ×9, I ×9, O ×8, R ×6, N ×6, T ×6, L ×4, S ×4, U ×4
- 2 points : D ×4, G ×3
- 3 points : B ×2, C ×2, M ×2, P ×2
- 4 points : F ×2, H ×2, V ×2, W ×2, Y ×2
- 5 points : K ×1
- 8 points : J ×1, X ×1
- 10 points : Q ×1, Z ×1

En 2004, le Super-Scrabble est un nouveau produit vendu sous licence de Mattel, qui comprend 200 jetons (équivalent à deux distributions standard).

## Arabe
En arabe, il y a 100 jetons :
- 0 point: Joker ×2
- 1 point: ﺍ (alif) ×8, ﻝ (lam) ×4, ﺝ (jim) ×4, ح (ha) ×3, ﺥ (kha) ×3, ﻡ (mim) ×3, ﻥ (nun) ×3, ﻩ (ha) ×3, ﻭ (waw) ×3, ﻯ (ya) ×3
- 2 points: ﺏ (ba) ×4, ﺭ (ra) ×3, ﺯ (zay) ×3, ﺕ (ta) ×4, ﺩ (dal) ×3, ﺫ (dhal) ×3, ﺱ (sin) ×3, ﺵ (chin) ×3, ﺙ (tha) ×3, ﻑ (fa) ×3, ﻕ (qa) ×3
- 3 points: ﺹ (sad) ×3, ﺽ (dad) ×3, ﻉ (ayn) ×3, ﻙ (kaf) ×3, ﻁ (ta) ×2
- 5 points:  ﻅ (dha) ×2
- 6 points: ئ (ya hamza) ×2
- 8 points: ﻍ (ghayn) ×2, ء (hamza) ×2
- 10 points: أ (alif hamza) ×2 , ؤ (waw hamza) ×2

Les lettres arabes peuvent avoir jusqu'à quatre formes selon qu'elles sont en début, milieu ou fin de mot ou bien utilisées isolément. Le Scrabble n'utilise que la forme isolée à l'instar des mots croisés en arabe.

## Arménien
L'alphabet arménien compte 38 caractères et le jeu en arménien ne compte pas moins de 146 jetons. Le jeu s'appelle ԲԱՈ ԽԱՆ (bao khagh, soit littéralement jeu de mots) et n'est pas une édition officielle de Mattel.
- 0 point: Joker ×3
- 1 point: Ա (ayb) ×18, Ե (yech) ×10, Ի (ini) ×10, Կ (ken) ×7, Ն (nu) ×7, Ո (vo) ×8, Ս (seh) ×6
- 2 points: Է (eh) ×4, Հ (ho) ×4, Մ (men) ×4, Յ (yi) ×4, Պ (peh) ×4, Տ (tioun) ×5, Ր (reh) ×5, Ւ (hioun) ×5
- 3 points: Բ (ben) ×3, Գ (gim) ×3, Դ (da) ×3, Լ (lioun) ×4, Վ (vew) ×2, Ք (k'eh) ×3
- 4 points: Խ (kheh) ×2, Շ (sha) ×2, Ռ (rra) ×2
- 5 points: Թ (t'o) ×2, Ծ (tsa) ×2, Ղ (ghat) ×2, Ց (c'o) ×2
- 6 points: Զ (za) ×1, Ճ (cheh) ×1, Չ (ch'a) ×1, Ջ (jneh) ×1
- 8 points: Ժ (zhe) ×1, Ձ (dza) ×1, Փ (p'iour) ×1, Օ (o) ×1
- 10 points: Ը (ët') ×1, Ֆ (feh) ×1

## Basque
L'édition basque du jeu de Scrabble compte 100 jetons. Appelé Euskarbel, ce n'est pas une édition officielle de Mattel.
- 0 point: Joker ×2
- 1 point : A ×14, E ×12, I ×9, N ×8, O ×6, T ×6, U ×6
- 2 points : K ×5, R ×5
- 3 points : D ×4
- 4 points : B ×3, Z ×3
- 5 points : G ×2, H ×2, L ×2, S ×2
- 8 points : J ×1, M ×1, P ×1, RR ×1, TS ×1, TX ×1, TZ ×1
- 10 points : F ×1, X ×1

Les lettres C, Ç, Ñ, Q, V, W et Y, présents en basque uniquement dans les mots empruntés à d'autres langues, ne figurent pas dans la distribution des lettres.

## Bulgare
Il y a 102 jetons en bulgare, qui emploie l'alphabet cyrillique :
- 0 point: Joker ×3
- 1 point: А ×9, О ×9, Е ×8, И ×8, Т ×5, Н ×4, П ×4, Р ×4, С ×4
- 2 points: В ×4, М ×4, Б ×3, Д ×3, К ×3, Л ×3
- 3 points: Г ×3, Ъ ×2
- 4 points: Ж ×2, З ×2
- 5 points: У ×3, Ч ×2, Я ×2, Й ×1, Х ×1
- 8 points: Ц ×1, Ш ×1, Ю ×1
- 10 points: Ф ×1, Щ ×1, Ь ×1

## Catalan
Les jetons en catalan :
- 0 point: Joker ×2

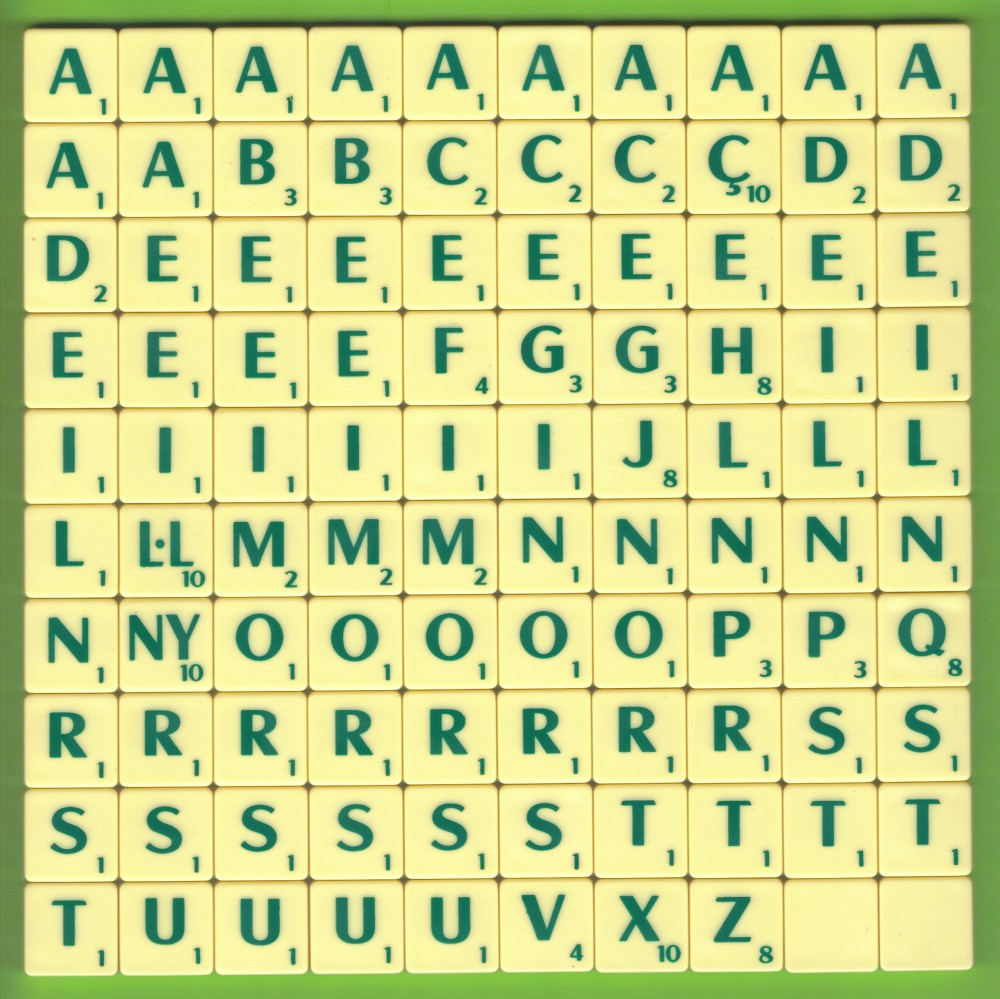
Les 100 lettres en catalan

- 1 point : E ×13, A ×12, I ×8, R ×8, S ×8, N ×6, O ×5, T ×5, L ×4, U ×4
- 2 points : C ×3, D ×3, M ×3
- 3 points : B ×2, G ×2, P ×2
- 4 points : F ×1, V ×1
- 8 points : H ×1, J ×1, Q ×1, Z ×1
- 10 points : Ç ×1, L·L ×1, NY ×1, X ×1

## Croate
Il y a 103 jetons en croate :
- 0 point: Joker ×2
- 1 point: A ×11, I ×10, E ×9, O ×9, N ×6, R ×5, S ×5, T ×5, J ×4, U ×4
- 2 points: K ×3, M ×3, P ×3, V ×3
- 3 points: D ×3, G ×2, L ×2, Z ×2, B ×1, Č ×1
- 4 points: C ×1, H ×1, LJ ×1, NJ ×1, Š ×1, Ž ×1
- 5 points: Ć ×1
- 8 points: F ×1
- 10 points: DŽ ×1, Đ ×1

Q, W, X et Y ne sont pas utilisés en croate.

## Danois
En danois, il y a 100 jetons :
- 0 point: Joker ×2
- 1 point: E ×9, A ×7, N ×6, R ×6
- 2 points: D ×5, L ×5, O ×5, S ×5, T ×5
- 3 points: B ×4, I ×4, K ×4, F ×3, G ×3, M ×3, U ×3, V ×3
- 4 points: H ×2, J ×2, P ×2, Y ×2, Æ ×2, Ø ×2, Å ×2
- 8 points: C ×2, X ×1, Z ×1

Q et W sont rares en danois et non inclus dans la distribution.

## Espagnol

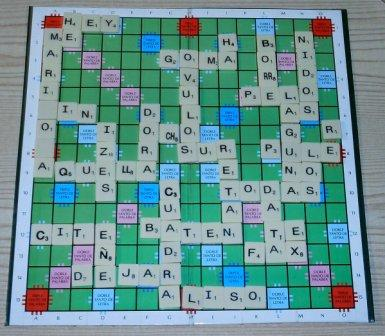
Une partie en espagnol

Il y a 100 jetons en espagnol (castillan). Il existe des jetons pour les digraphes CH, RR et LL, qu'on ne peut former à l'aide de  lettres distinctes (voir Règles du jeu).
- 0 point: Joker ×2 (appelés en espagnol comodines, au singulier comodin)
- 1 point : A ×12, E ×12, O ×9, I ×6, S ×6, N ×5, R ×5, U ×5, L ×4, T ×4
- 2 points : D ×5, G ×2
- 3 points : C ×4, B ×2, M ×2, P ×2
- 4 points : H ×2, F ×1, V ×1, Y ×1
- 5 points : CH ×1, Q ×1
- 8 points : J ×1, LL ×1, Ñ ×1, RR ×1, X ×1
- 10 points : Z ×1

Les lettres K et W, présents en espagnol uniquement dans les mots empruntés à d'autres langues, ne figurent pas dans la distribution des lettres.
Les jeux en espagnol vendus en Amérique du Nord par Hasbro utilisent 103 jetons :
- 0 point: Joker ×2
- 1 point: A ×11, E ×11, O ×8, S ×7, I ×6, U ×6, N ×5, L ×4, R ×4, T ×4
- 2 points: C ×4, D ×4, G ×2
- 3 points: B ×3, M ×3, P ×2
- 4 points: F ×2, H ×2, V ×2, Y ×1
- 6 points: J ×2
- 8 points: K ×1, LL ×1, Ñ ×1, Q ×1, RR ×1, W ×1, X ×1
- 10 points: Z ×1

## Espéranto
En espéranto il y a 100 jetons (Q, W, X et Y ne sont pas utilisés) :
- 0 point: Joker ×2
- 1 point : A ×8, E ×8, I ×8, O ×8, N ×6, R ×6, S ×6, L ×4, T ×4, U ×4
- 2 points : K ×4, M ×4, D ×3, J ×3, P ×3
- 3 points : F ×2, G ×2, Ĝ ×2, V ×2
- 4 points : B ×2, Ĉ ×2, C ×1, Ŝ ×1
- 5 points : Z ×1
- 8 points : H ×1, Ŭ ×1
- 10 points : Ĥ ×1, Ĵ ×1

Le Scrabble en espéranto n'existe que sur Internet (Règles du Scrabble en espéranto) et il n'existe pas de version commercialisée officiellement.

## Estonien
En estonien il y a 102 jetons (C, Q, W, X et Y ne sont pas utilisés) :
- 0 point: Joker ×2 (appelés en estonien tühi)
- 1 point : A ×10, E ×9, I ×9, S ×8, T ×7, K ×5, L ×5, O ×5, U ×5
- 2 points : D ×4, M ×4, N ×4, R ×2
- 3 points : G ×2, V ×2
- 4 points : B ×1, H ×2, J ×2, Õ ×2, P ×2
- 5 points : Ä ×2, Ü ×2
- 6 points : Ö ×2
- 8 points : F ×1
- 10 points : Š ×1, Z ×1, Ž ×1

## Finnois
En finnois, il y a 100 jetons :
- 0 point: Joker ×2
- 1 point: A ×10, I ×10, N ×9, T ×9, E ×8, S ×7
- 2 points: K ×5, L ×5, O ×5, Ä ×5
- 3 points: U ×4, M ×3
- 4 points: H ×2, J ×2, P ×2, R ×2, V ×2, Y ×2
- 7 points: D ×1, Ö ×1
- 8 points: B ×1, F ×1, G ×1
- 10 points: C ×1

## Français
Pour un article plus général, voir Scrabble francophone.

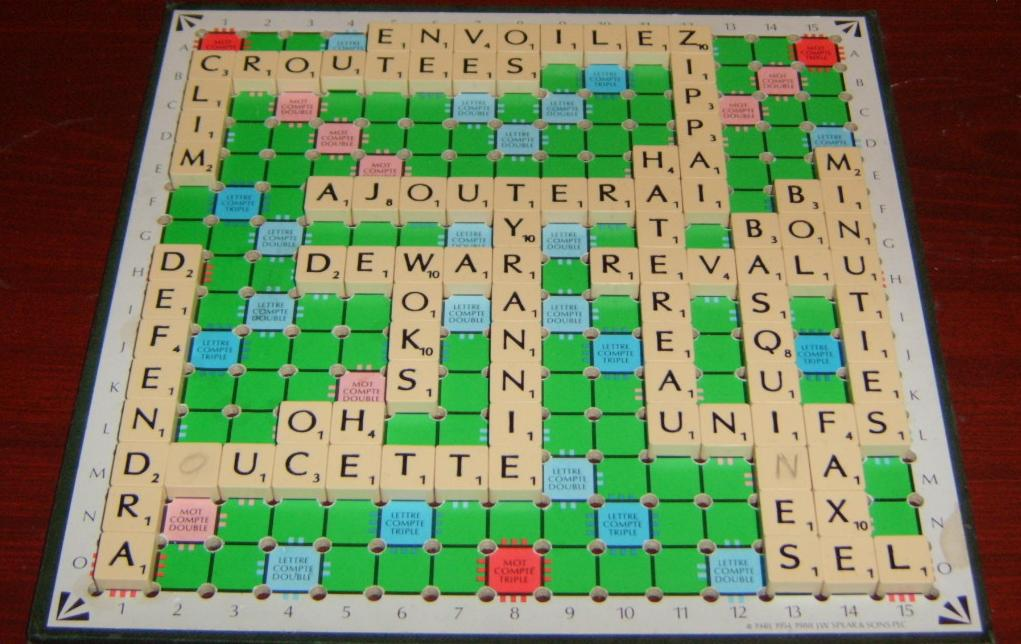
Une partie en français.

En français, il y a 102 jetons (dans la première édition du jeu, il n'y avait pas de jokers, et le jeu ne contenait donc que 100 jetons[réf. nécessaire]). Les diacritiques ne sont pas pris en compte :
- 0 point : Joker ×2 (appelés en français jokers ou lettres blanches)
- 1 point : E ×15, A ×9, I ×8, N ×6, O ×6, R ×6, S ×6, T ×6, U ×6, L ×5
- 2 points : D ×3, G ×2, M ×3
- 3 points : B ×2, C ×2, P ×2
- 4 points : F ×2, H ×2, V ×2
- 8 points : J ×1, Q ×1
- 10 points : K ×1, W ×1, X ×1, Y ×1, Z ×1

## Gallois
En gallois, il y a 105 jetons (pas de K, Q, V, X, Z) :
- 0 point : Joker ×2
- 1 point: A ×10, E ×8, N ×8, I ×7, R ×7, Y ×7, D ×6, O ×6, W ×5, DD ×4
- 2 points: F ×3, G ×3, L ×3, U ×3
- 3 points: S ×3, B ×2, M ×2, T ×2
- 4 points: C ×2, FF ×2, H ×2, TH ×2
- 5 points: CH ×1, LL ×1, P ×1
- 8 points: J ×1
- 10 points: NG ×1, RH ×1

Il n'est pas permis de constituer un digraphe avec deux lettres. Le digraphe PH est absent car présent quasi exclusivement dans des mots mutés (non jouables selon les règles).

## Grec
En grec, il y a 104 jetons :
- 0 point : Joker ×2
- 1 point : Α (alpha) x12, Ε (epsilon) x8, Ι (iota) x8, Τ (tau) x8, Η (êta) x7,  Σ (sigma) x7, Ν (nu) x6, Ο (omicron) x6
- 2 points : Κ (kappa) x4, Π (pi) x4, Ρ (rhô) x5, Υ (upsilon) x4
- 3 points : Λ (lambda) x3, Μ (mu) x3, Ω (oméga) x3
- 4 points : Γ (gamma) x2, Δ (delta) x2
- 8 points : Β (bêta) x1, Φ (phi) x1, Χ (khi) x1
- 10 points : Ζ (zêta) x1, Θ (thêta) x1, Ξ (xi) x1, Ψ (psi) x1

## Hébreu
En hébreu, il y a 104 jetons dans la version officielle (celle de Mattel). Il existe aussi une version Hasbro disponible en Amérique du Nord avec quelques variantes dans les fréquences et valeurs :
- 0 point : Joker ×2
- 1 point : ו (vav) x12, י (yod) x10, ת (tav) x9, ה (heh) x8, ר (resh) x8
- 2 points : א (aleph) x6, ל (lamed) x6, מ (mem) x6, ש (shin/sin) x6
- 3 points : ד (dalet) x4, נ (noun) x4
- 4 points : ב (beth/veth) x4, ח (khet) x3, פ (peh/feh) x3, ק (qof) x3
- 5 points : ג (guimel) x2, כ (kaf/khaf) x2, ע ('ayin) x2
- 8 points : ז (zayin) x1, ט (thet) x1, ס (samekh) x1, צ (tsadé) x1

## Hongrois
En hongrois, il y a 100 jetons (pas de Q, W, X, Y présents uniquement dans des mots empruntés) :
- 0 point : Joker ×2
- 1 point: A ×6, E ×6, K ×6, T ×5, Á ×4, L ×4, N ×4, R ×4, I ×3, M ×3, O ×3, S ×3
- 2 points: B ×3, D ×3, G ×3, Ó ×3
- 3 points: É ×3, H ×2, SZ ×2, V ×2
- 4 points: F ×2, GY ×2, J ×2, Ö ×2, P ×2, U ×2, Ü ×2, Z ×2
- 5 points: C ×1, Í ×1, NY ×1
- 7 points: CS ×1, Ő ×1, Ú ×1, Ű ×1
- 8 points: LY ×1, ZS ×1
- 10 points: TY ×1

Les lettres DZ et DZS, rares, ne sont pas représentées.

## Irlandais
En irlandais, il y a 100 jetons :
- 0 point : Joker ×2
- 1 point: A ×13, H ×10, I ×10, N ×7, R ×7, E ×6, S ×6
- 2 points: C ×4, D ×4, L ×4, O ×4, T ×4, G ×3, U ×3
- 4 points: F ×2, M ×2, Á ×2, Í ×2
- 8 points: É ×1, Ó ×1, Ú ×1
- 10 points: B ×1, P ×1

## Islandais
En islandais, il y a 104 jetons (pas de C, Q, W, Z) :
- 0 point : Joker ×2
- 1 point : A ×10, I ×8, N ×8, R ×7, E ×6, S ×6,  U ×6, T ×5
- 2 points : Ð ×5, G ×4, K ×3, L ×3, M ×3
- 3 points : F ×3, O ×3, H ×2, V ×2
- 4 points : Á ×2, D ×2, Í ×2, Þ ×1
- 5 points : J ×1, Æ ×1
- 6 points : B ×1, É ×1, Ó ×1
- 7 points : Ö ×1, Y ×1
- 8 points : P ×1, Ú ×1
- 9 points : Ý ×1
- 10 points : X ×1

## Italien
En italien, il y a 120 jetons (J, K, W, X, Y sont absents, mais peuvent être représentées par un joker, appelé jolly). Les diacritiques ne sont pas pris en compte :
- 0 point : Jolly ×2
- 1 point : O ×15, A ×14, I ×12, E ×11
- 2 points : C ×6, R ×6, S ×6, T ×6
- 3 points : L ×5, M ×5, N x5, U ×5
- 5 points : B ×3, D ×3, F ×3, P ×3, V x3
- 8 points : G ×2, H ×2, Z ×2
- 10 points : Q ×1

## Latin
En latin, il y a 100 jetons (J est non distingué de I, les ligatures Æ, Œ, et W sont dissociées et les lettres K, Y et Z, restreintes aux hellénismes, sont absentes) :
- 0 point : blanches × 2
- 1 point : E × 11, I × 11, A × 9, R × 9, S × 8, T × 7, U × 7, N × 6
- 2 points : M × 5, O × 5, C × 4
- 3 points : D × 3
- 4 points : L × 2, P × 2
- 5 points : B × 2, V × 2
- 6 points : F × 1, G × 1, X × 1
- 10 points :  H × 1, Q × 1

Le Scrabble en latin est commercialisé par Tinderbox Games. La distribution des lettres a été mise au point avec des étudiants, notamment des universités de Cambridge, ainsi que la section du Cambridge Schools Classics Project.

## Letton
En letton, il y a 104 jetons(pas de Q, W, X, Y)  :
- 0 point : Joker ×2
- 1 point: A ×11, I ×9, S ×8, E ×6, T ×6, R ×5, U ×5
- 2 points: Ā ×4, K ×4, M ×4, N ×4, L ×3, P ×3
- 3 points: D ×3, O ×3, V ×3, Z ×2
- 4 points: Ē ×2, Ī ×2, J ×2
- 5 points: B ×1, C ×1, G ×1
- 6 points: Ņ ×1, Š ×1, Ū ×1
- 8 points: Ļ ×1, Ž ×1
- 10 points: Č ×1, F ×1, Ģ ×1, H ×1, Ķ ×1

## Lituanien
En lituanien (le jeu est connu sous le nom de KrisKros Klasik), il y a 104 jetons :
- 0 point : Joker ×2
- 1 point: I ×11, A ×9, R ×9, E ×6, L ×6, S ×6, O ×5, T ×5, U ×5, N ×4, Ą ×1
- 2 points: K ×4, D ×3, M ×3, P ×3, B ×2, G ×2, Ę ×1
- 3 points: Ė ×2, Š ×2, Ų ×1
- 4 points: J ×2, Į ×1, V ×1, Ž ×1
- 5 points: Ū ×1, Z ×1
- 6 points: Y ×1
- 7 points: C ×1, Č ×1
- 10 points: F ×1, H ×1

## Malais
En malais, il y a 100 jetons (pas de Q, V, X) :
- 0 point : Joker ×2
- 1 point : A ×19, N ×8, E ×7, I ×7, K ×6, U ×6, M ×5, R ×5, T ×5
- 2 points : L ×4, S ×4
- 3 points : G ×4, B ×3, D ×3
- 4 points : H ×2, O ×2, P ×2
- 5 points : J ×1, Y ×1
- 8 points : C ×1, W ×1
- 10 points : F ×1, Z ×1

## Néerlandais
En néerlandais, il y a 102 jetons :
- 0 point : Joker ×2
- 1 point : E ×18, N ×10, A ×6, O ×6, I ×4
- 2 points : D ×5, R ×5, S ×5, T ×5
- 3 points : G ×3, K ×3, L ×3, M ×3, B ×2, P ×2
- 4 points : U ×3, F ×2, H ×2, J ×2, V ×2, Z ×2
- 5 points : C ×2, W ×2
- 8 points : X ×1, Y ×1
- 10 points : Q ×1

Jusqu'en mars 1998, il y avait une différence entre les versions flamande et néerlandaise du jeu : la version néerlandaise avait 2 IJ d'une valeur de 4 points, un seul F et seulement quatre S et le G valait seulement 2 points. La version flamande n'avait pas de IJ. La version néerlandaise est maintenant identique et IJ est obtenu en combinant un I et un J.

## Norvégien
En norvégien, il y a 100 jetons (Q, X et Z n'existent pas) :
- 0 point : Joker ×2
- 1 point : E ×9, A ×7,  N ×6, R ×6, S ×6, T ×6, D ×5, I ×5, L ×5
- 2 points : F ×4, G ×4, K ×4, O ×4, M ×3
- 3 points : H ×3
- 4 points : B ×3, U ×3, V ×3, J ×2, P ×2, Å ×2
- 5 points : Ø ×2
- 6 points : Y ×1, Æ ×1
- 8 points : W ×1
- 10 points : C ×1

## Polonais
En polonais, il y a 100 jetons :
- 0 point : Joker ×2
- 1 point : A ×9, I ×8, E ×7, O ×6, N ×5, Z ×5, R ×4, S ×4, W ×4
- 2 points : Y ×4, C ×3, D ×3, K ×3, L ×3, M ×3, P ×3, T ×3
- 3 points : B ×2, G ×2, H ×2, J ×2, Ł ×2, U ×2
- 5 points : Ą ×1, Ę ×1, F ×1, Ó ×1, Ś ×1, Ż ×1
- 6 points : Ć ×1
- 7 points : Ń ×1
- 9 points : Ź ×1

Cette distribution est en usage depuis 2000 (auparavant, le Ź valait 7 points et le F 4 points, il y avait 2 F et 8 A). Les lettres Q, V et X sont absentes et les jokers ne peuvent pas être utilisés pour les remplacer.

## Portugais
En portugais, il y a 114 jetons (pas de K, W, Y mais il existe un Ç) :
- 0 point : Joker ×3
- 1 point : A ×14, I ×10, O ×10, S ×8, U ×7, M ×6, R ×6, E ×5, T ×5
- 2 points : C ×4, P ×4, D ×5, L ×5
- 3 points : N ×4, B ×3, Ç ×2
- 4 points : F ×2, G ×2, H ×2, V ×2
- 5 points : J ×2
- 6 points : Q ×1
- 8 points : X ×1, Z ×1

Le portugais est une des seules distributions qui comprend plus de deux jokers.

## Roumain
En roumain, il y a 100 jetons. (pas de K, Q, W, Y)  Les diacritiques ne sont pas pris compte, par exemple Ă et Â sont considérés comme A.
- 0 point : Joker ×2 (appelés en roumain jokeri, au singulier joker)
- 1 point : A ×11, I ×10, E ×9, R ×7, T ×7, N ×6, U ×6, C ×5, O ×5, S ×5, L ×4
- 2 points : D ×4, P ×4
- 4 points : M ×3
- 8 points : F ×2, V ×2
- 9 points : B ×2, G ×2
- 10 points : H ×1, J ×1, X ×1, Z ×1

## Russe
En russe, l'ancienne version comptait 126 jetons :
- 0 point : Joker ×2
- 1 point : О ×11, Е ×10, И ×10, А ×9, Н ×6, Р ×6, Т ×6, В ×5, С ×5
- 2 points : Д ×4, К ×4, Л ×4, М ×4, П ×4, У ×4
- 3 points : Я ×4, Б ×3, Г ×3, Ë ×3, Ь ×2
- 4 points : Й ×2, Ы ×2
- 5 points : Ж ×2, З ×2, Х ×1, Ц ×1, Ч ×1
- 8 points : Ш ×1, Э ×1, Ю ×1
- 10 points : Ф ×1, Щ ×1, Ъ ×1

La version commercialisée depuis 1990 n'en compte plus que 104 :
- 0 point : Joker ×2
- 1 point : О ×10, А ×8, Е ×8, И ×5, Н ×5, Р ×5, С ×5, Т ×5, В ×4
- 2 points : Д ×4, К ×4, Л ×4, П ×4, У ×4, М ×3,
- 3 points : Б ×2, Г ×2, Ь ×2, Я ×2, Ë ×1
- 4 points : Ы ×2, Й ×1
- 5 points : З ×2, Ж ×1, Х ×1, Ц ×1, Ч ×1
- 8 points : Ш ×1, Э ×1, Ю ×1
- 10 points : Ф ×1, Щ ×1, Ъ ×1

## Slovaque
En slovaque, il y a 100 jetons :
- 0 point : Joker ×2
- 1 point: A ×9, O ×9, E ×8, I ×5, N ×5, R ×4, S ×4, T ×4, V ×4
- 2 points: M ×4, D ×3, K ×3, L ×3, P ×3
- 3 points: J ×2, U ×2
- 4 points: B ×2, H ×1, Y ×1, Z ×1, Á ×1, C ×1
- 5 points: Č ×1, Ž ×1, Š ×1, Í ×1, Ý ×1
- 7 points: Ľ ×1, Ť ×1, É ×1, Ú ×1
- 8 points: Ď ×1, F ×1, G ×1, Ň ×1, Ô ×1
- 10 points: Ĺ ×1, Ŕ ×1, X ×1, Ä ×1, Ó ×1

## Slovène
En slovène, il y a 100 jetons :
- 0 point : Joker ×2
- 1 point: E ×11, A ×10, I ×9, O ×8, N ×7, R ×6, S ×6, J ×4, L ×4, T ×4
- 2 points: D ×4, V ×4
- 3 points: K ×3, M ×2, P ×2, U ×2
- 4 points: B ×2, G ×2, Z ×2
- 5 points: Č ×1, H ×1
- 6 points: Š ×1
- 8 points: C ×1
- 10 points: F ×1, Ž ×1

## Suédois

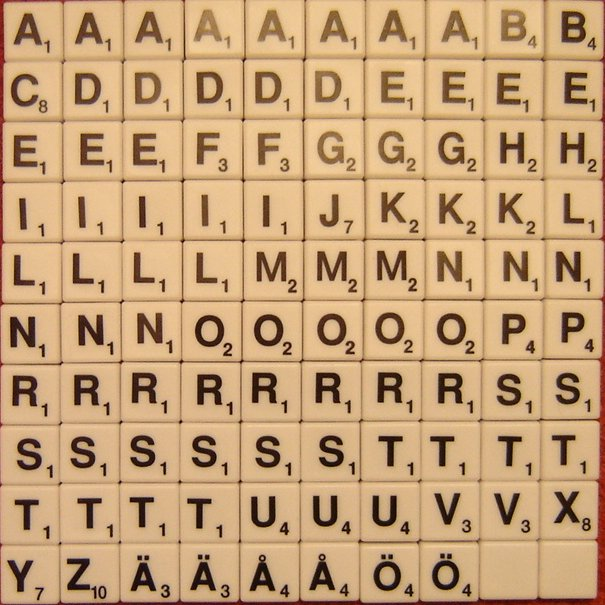
Un jeu de Scrabble suédois.

En suédois (le jeu a longtemps été commercialisé sous le nom d'Alfapet), il y a 100 jetons (pas de Q ni W) :
- 0 point : Joker ×2
- 1 point: A ×8, R ×8, S ×8, T ×8, E ×7, N ×6, D ×5, I ×5, L ×5
- 2 points: O ×5, G ×3, K ×3, M ×3, H ×2
- 3 points: Ä ×2, F ×2, V ×2
- 4 points: U ×3, B ×2, Ö ×2, P ×2, Å ×2
- 7 points: J ×1, Y ×1
- 8 points: C ×1, X ×1
- 10 points: Z ×1

Les lettres Å, Ä et Ö sont représentées alors que d'autres lettres avec diacritiques sont ignorées, telles que É et Ü (présent dans un seul mot en 2010). Le Q et le W rares en suédois, sont absents mais peuvent être remplacés par un joker, de même que le digraphe Æ (présent dans trois mots en 2010).

## Tchèque
Il y a 100 jetons en tchèque :
- 0 point : Joker ×2
- 1 point: O ×6, A ×5, E ×5, N ×5, I ×4, S ×4, T ×4, V ×4, D ×3, K ×3, L ×3, P ×3, R ×3
- 2 points: C ×3, H ×3, Í ×3, M ×3, U ×3, Á ×2, J ×2, Y ×2, Z ×2
- 3 points: B ×2, É ×2, Ě ×2
- 4 points: Ř ×2, Š ×2, Ý ×2, Č ×1, Ů ×1, Ž ×1
- 5 points: F ×1, G ×1, Ú ×1
- 6 points: Ň ×1
- 7 points: Ó ×1, Ť ×1
- 8 points: Ď ×1
- 10 points: X ×1

## Turc
En turc, il y a 100 jetons :
- 0 point : Joker ×2
- 1 point: A ×12, E ×8, İ ×7, K ×7, L ×7, R ×6, N ×5, T ×5
- 2 points: I ×4, M ×4, O ×3, S ×3, U ×3
- 3 points: B ×2, D ×2, Y ×2, Ü ×2
- 4 points: C ×2, Ş ×2, Z ×2, Ç ×2
- 5 points: H ×1, P ×1, G ×1
- 7 points: F ×1, V ×1, Ö ×1
- 8 points: Ğ ×1
- 10 points: J ×1

Les lettres Q, W et X ne sont pas utilisées en turc.

## Ukrainien
La version officielle du Scrabble en ukrainien a été commercialisée en 2010. Elle utilise l'alphabet cyrillique et compte 102 jetons.
- 0 point: Jokers ×2
- 1 point: О ×9, А ×8, И ×6, Н ×6, В ×5, Е ×5, І ×5, Т ×5
- 2 points: К ×4, Р ×4, С ×4
- 3 points: Д ×3, Л ×3, М ×3, У ×3
- 4 points: П ×3, З ×2, Я ×2, Ь ×2
- 5 points: Б ×2, Г ×2, Ч ×2, Х ×1
- 8 points: Є ×1, Ї ×1, Й ×1, Ж ×1, Ц ×1,  Ш ×1, Ю ×1
- 10 points: Ґ ×1, Ф ×1, Щ ×1, ‍'‍ ×1

Le signe d'apostrophe est également inclus, même s'il ne s'agit pas d'une lettre de l'alphabet ukrainien.